# Piperno (Gestein)

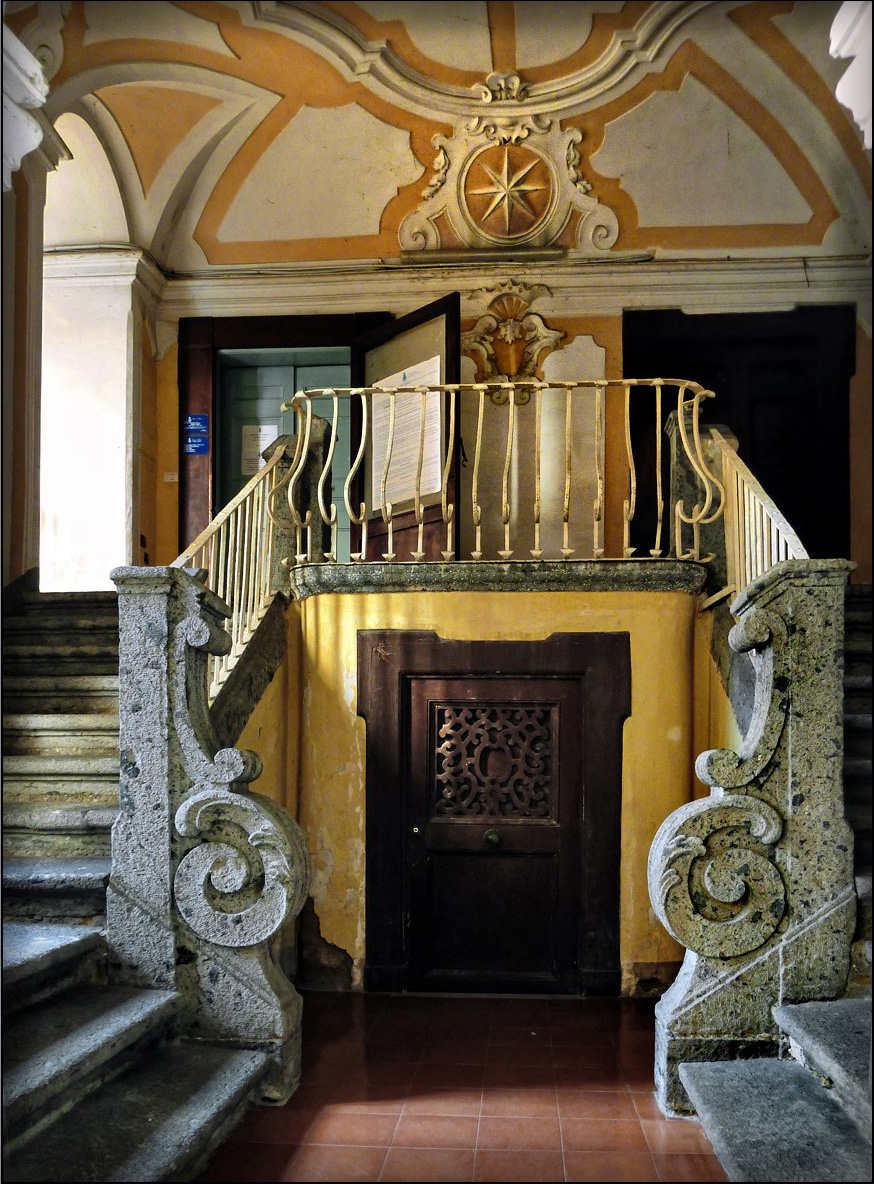
Zugangstreppe zum Zwischengeschoss der Villa Meola in Portici aus Piperno

Der Piperno ist ein vulkanischer Naturwerkstein (Trachyt), der in Kampanien in den Phlegräischen Feldern vorkommt. Er wurde in den Gebieten der Stadt Quarto, von Soccavo und Pianura, sowie Nocera Inferiore gewonnen. Der Piperno ist ein charakteristischer Naturwerkstein, der in vielen historischen Gebäuden in Neapel und Kampanien verbaut wurde.
Der Piperno entstand wahrscheinlich aus der Ablagerung einer pyroklastischen Wolke. Diese Art von lithischem Tuff, unterscheidet sich von gewöhnlichem gelben Tuff der Phlegräischen Felder durch eine besondere Textur, die durch dunkle linsenförmigen Bereiche, den sogenannten Flammen, gekennzeichnet ist, die in eine hellere graue Matrix eingebettet sind.
Das Piperno-Gestein ist nur durch eine unterirdische Trennung der später bearbeiteten großen Blöcke zu fördern. Es ist witterungsbeständig und wurde aus diesem Grund häufig für die Verkleidung von Gebäuden in Neapel verwendet. Derzeit wird es nicht mehr gefördert, da die unterirdischen Steinbrüche in Pianura und Soccavo erschöpft sind. Die Piperno-Ebene mit dem überhängenden Breccia-Museum ist am Fuße des Camaldoli-Hügels im Soccavo-Gebiet in Verdolino gut zu erkennen.